# كاريز ديكلن
كاريز ديكلن (بالفارسية: کاریز دیکلن) هي قرية تقع في قسم فريمان الريفي في إيران. يقدر عدد سكانها بـ 37 نسمة .